# Fadumo Dayib
Fadumo Qasim Dayib, anomenada Deeqo, és una política somali i la primera dona que s'ha postulat com a presidenta a Somàlia; va ser durant les eleccions de novembre del 2016.

## Biografia
Va néixer el 1972 a Thika, Kenya, filla de pares somalis. La seva mare va viatjar allí després de perdre onze nens anteriors per malalties evitables. El seu pare, que era camioner, va agafar a la seva mare i al germà fent autoestop. Es van casar de camí a Kenya i es van assentar en Thika. Els seus pares eren analfabets, així i tot el seu pare parlava diverses llengües, i la seva mare, que venia te, va ser una dona de negocis emprenedora. Ella va tenir dos germans més nascuts en Kenya. Els seus pares es van divorciar quan era jove. La seva família va ser expulsada de Nairobi el 1989 i deportada a Mogadishu. La seva mare va ser temporalment empresonada perquè el seu germà va fou sospitós de finançar un grup opositor a Siad Escombra. La mare de Dayib va vendre-ho tot perquè ella i els seus germans poguessin fugir com a refugiats a Finlàndia, on ha viscut des de 1990.
No va aprendre a llegir i escriure fins que va tenir catorze anys. Va estudiar a Finlàndia per convertir-se en infermera, aconseguint dos llicenciatures. Va guanyar una beca a la Harvard Kennedy School per estudiar administració pública. És doctorant a la Universitat de Hèlsinki investigant la Resolució de Consell de Seguretat de les Nacions Unides 1325 (Pau, Dones i Seguretat). El 2016 tenia quatre fills i vivia a Nairobi.

## Trajectòria
És una activista experta en salut pública i desenvolupament. Ha treballat en el sector privat en feines relacionades amb els refugiats. Va treballar per a les Nacions Unides a Somàlia instal·lant clíniques de salut maternal el 2005, però va ser evacuada a causa de problemes de seguretat. Després va instal·lar oficines de prevenció de VIH i proveïdors d'atenció medica especialitzats per a l'ONU a Fiji i Libèria.
Va anunciar la seva intenció de ser candidata a president de Somàlia el 2014 en les primeres eleccions democràtiques celebrades des de 1967. Va ser un dels divuit candidats a la presidència en 2016, incloent a l'electe Hassan Sheikh Mohamud. Era l'única dona. La seva decisió per postular-se va atreure amenaces de mort. La seva plataforma va incloure polítiques anti corrupció, acabar amb la mutilació genital femenina, i dialogar amb al-Shabaab si el grup tallava els seus llaços amb organitzacions terroristes internacionals i deixava de matar somalis. Es va dir que tenia poques possibilitats de guanyar. El 9 de desembre de 2016, després de l'enèsim ajornament de les eleccions presidencials, va anunciar que llançava la tovallola i es retirava.